# Daly City
Daly City är en stad i San Mateo County och San Francisco Bay Area i Kalifornien i USA. Staden hade år 2000 103 621 invånare och är en av ytterst få städer på USA:s fastland som har en befolkningsmajoritet av amerikaner med asiatiskt ursprung. Daly City är framför allt känd för sin stora filippinsk-amerikanska population. Staden har fått sitt namn efter affärsmannen och jordägaren John Daly.

## Geografi och miljö
Staden har en total landyta på 19,6 km² och gränsar till San Francisco, Brisbane, Pacifica, South San Francisco och Colma. Dessutom gränsar staden till landsbygdsområden i San Mateo County samt omgärdar helt Broadmoor. Strax utanför staden ligger San Bruno Mountain State Park och Olympic Club, en av USA:s hundra första golfklubbar.
Närliggande förkastningar inkluderar San Andreasförkastningen, Hillsideförkastningen och Serraförkastningen. Lake Merced är förknippad med staden.

## Historia
På området där Daly City ligger i dag fanns på 1800-talet mjölkproducerande gårdar. Något egentligt samhälle byggdes inte upp förrän efter den 18 april 1906, då en kraftig jordbävning tvingade tusentals invånare i San Francisco att fly den staden sedan deras bostäder och arbetsplatser förstörts. Daly City förblev dock en småstad till slutet av 1940-talet, då Henry Doelger lät bygga Westlake, ett stort bostads- och affärsområde, inklusive Westlake Shopping Center.
Seismologer tror att epicentret för jordbävningen 1906, liksom för en 5,3-jordbävning i mars 1957 som orsakade en del materiella skador i Westlake, låg i Daly City. Därför stängdes Pacific Coast Highway längs Westlake.
En station för Bay Area Rapid Transit, ett av San Franciscos pendeltrafiksystem, öppnade i Daly City i september 1972. 

## Infrastruktur

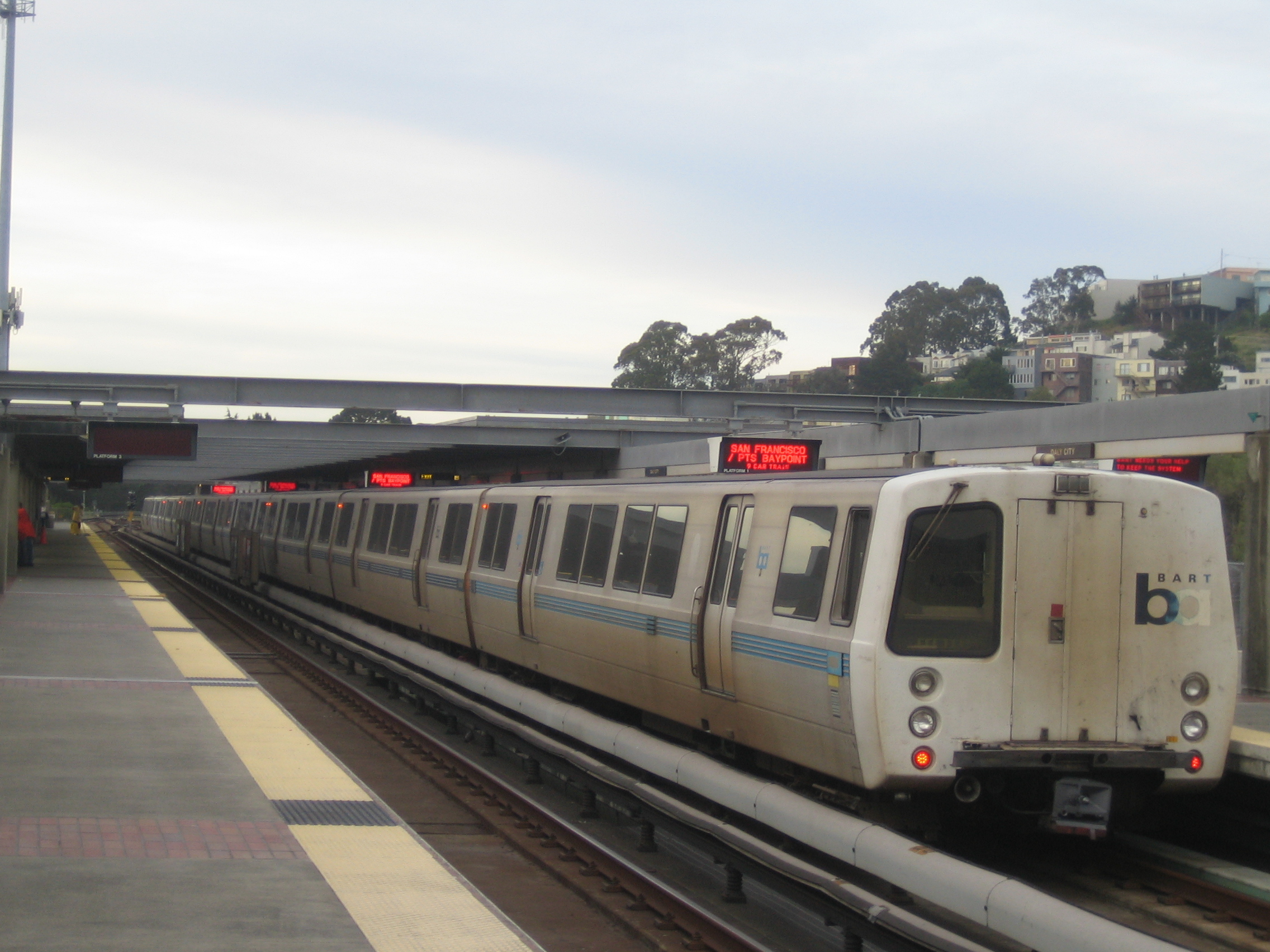
BART-stationen i Daly City

Kaliforniens delstatsvägar nummer 1, 35 och 82 samt Interstate 280 ingår i stadens infrastruktur. Interstate 280, som går rakt igenom staden, är en viktig transportlänk från San Francisco till San Mateo County och Santa Clara County.
Enligt U.S. Census Bureau är Daly City en av de städer i USA där flest invånare arbetspendlar med kollektivtrafik. Kollektivtrafiken levereras av San Mateo County Transit District (SamTrans), Bay Area Rapid Transit (BART) och San Francisco Municipal Railway (Muni).
Daly City ligger cirka 13 kilometer sydväst om centrala San Francisco och cirka en och en halv mil nordväst om San Francisco International Airport; bådadera nås via motorväg eller BART.

## Utbildning

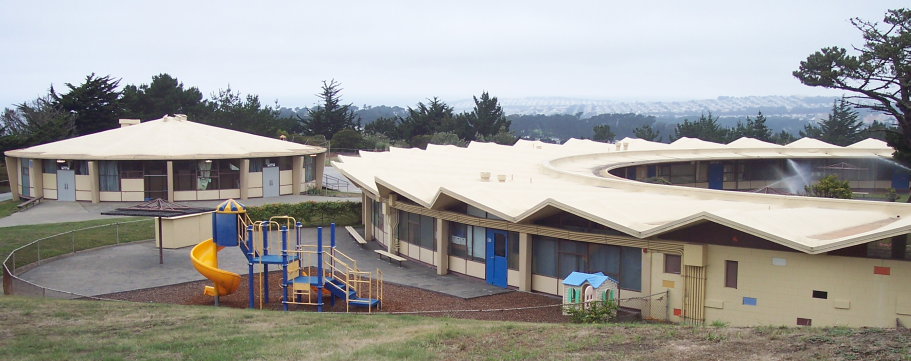
M. H. Tobias Elementary School

Det finns flera allmänna skoldistrikt i Daly City. De största är Jefferson Elementary School District och Jefferson Union High School District. I staden finns två high schools och en continuation school.

## Underhållning

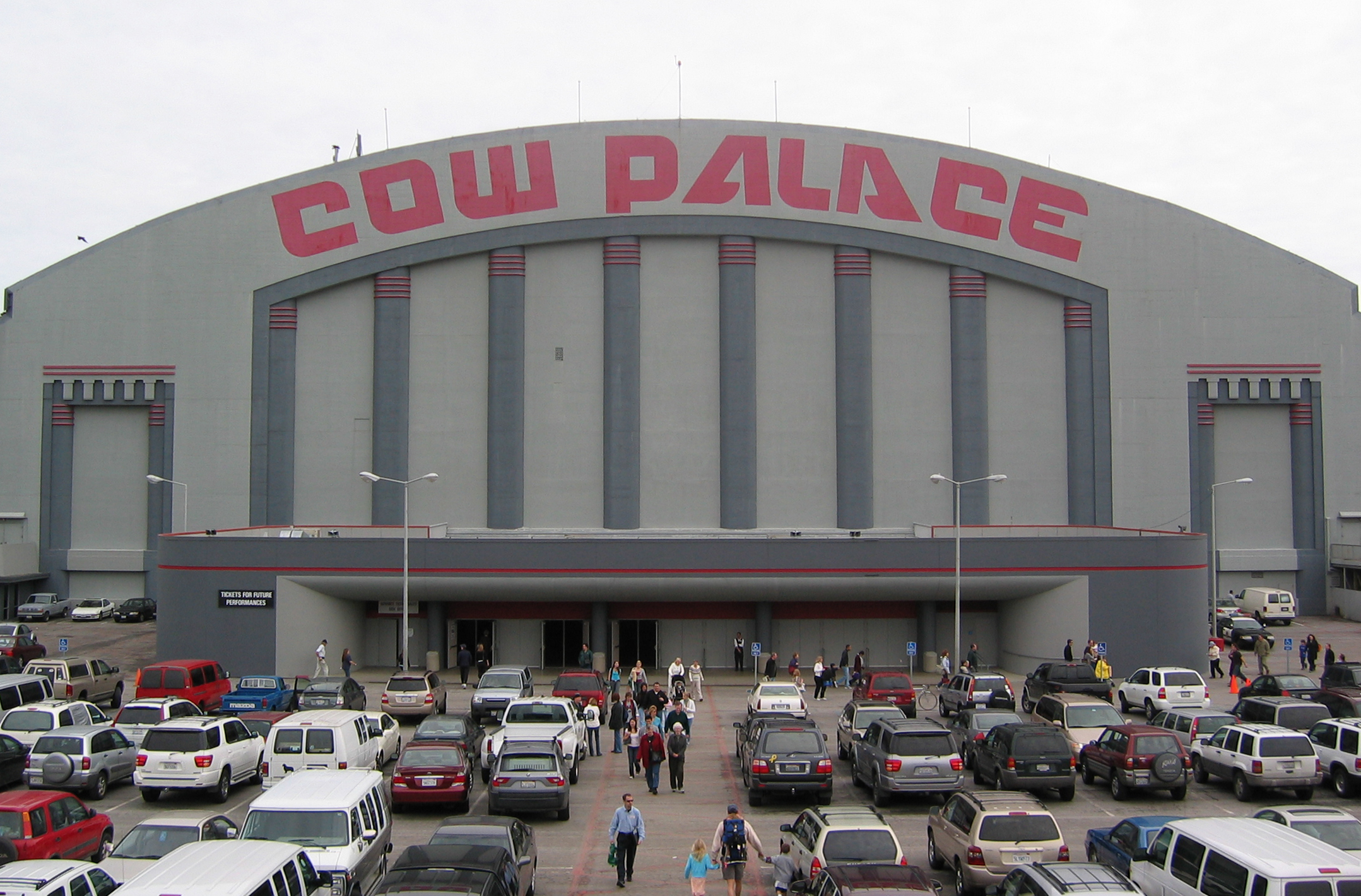
Cow Palace

Cow Palace är en rodeo-arena på gränsen till San Francisco. Där arrangeras årligen Grand National Rodeo, Horse & Stock Show. Arenan har också använts till flera andra evenemang, såsom konserter av Beatles, ishockeymatcher med NHL-laget San Jose Sharks och två nationella konvent för Republikanska partiet (1956 och 1964).

## Sport och friluftsliv
Flera golfbanor ligger helt eller delvis i Daly City. Olympic Club har för femte gången fått uppdraget att stå värd för US Open i golf 2012. 
Golden Gate National Recreation Area omfattar bland annat Thornton Beach som tillhör Daly City. Staden har också två offentliga simhallar.

## Religion
USA:s enda renodlat karaitiska synagoga, Bnei Yisrael, ligger i Daly City.